# Bruciatore a pellet
Il bruciatore a pellet è un bruciatore ad aria soffiata che utilizza il pellet come combustibile.
Per utilizzare il pellet come combustibile è necessaria una coclea per il caricamento da un serbatoio esterno.
Molte caldaie a gasolio o GPL con camera di combustione capiente permettono l'installazione di questo tipo di bruciatori purché si programmi una pulizia e un'estrazione periodica della cenere.
La combustione del pellet genera pochissima cenere, circa il 0,5-1%, e quindi necessita di questi interventi dopo il consumo di 1 bancale di pellet (1000 kg di pellet corrispondono a 5–10 kg di ceneri). Una valutazione può essere fatta misurando il volume della camera di combustione.
Data la minore temperatura di fiamma del combustibile pellet rispetto a quella del gasolio si ottengono maggiori rendimenti del sistema caldaia-bruciatore.